# 汪肇龍
汪肇龍（？—？），原名肇漋，字松麓，一字稚川。安徽歙县人。
早年家貧，以篆刻為生。乾隆十七年（1752年）師從江永，与金榜、程瑶田、汪梧鳳、鄭牧、方矩、洪榜合称“江門七子”。乾隆二十五年（1760年）补学官弟子。精通古文字，“至于尊彝、钟鼎诸古篆，云鸟、蝌蚪之文，寓目能辨”，观見太学石鼓文，著《石鼓文考》，定为史籀所篆。